# Baggio Siadi
Baggio Siadi Ngusia (ur. 21 lipca 1997 w Kinszasie) – piłkarz z Demokratycznej Republiki Konga grający na pozycji bramkarza. Od 2021 jest zawodnikiem klubu TP Mazembe.

## Kariera klubowa
Swoją karierę piłkarską Siadi rozpoczął w klubie DC Motema Pembe. W sezonie 2014/2015 zadebiutował w jego barwach w pierwszej lidze kongijskiej. W 2018 roku przeszedł do AS Nyuki, a w sezonie 2020/2021 grał w JS Groupe Bazano. W 2021 został zawodnikiem TP Mazembe. W sezonie 2021/2022 wywalczył z nim mistrzostwo Demokratycznej Republiki Konga.

## Kariera reprezentacyjna
W reprezentacji Demokratycznej Republiki Konga Siadi zadebiutował 18 września 2019 w przegranym 2:3 towarzyskim meczu z Rwandą, rozegranym w Kinszasie. W 2024 roku powołano go do kadry na Puchar Narodów Afryki 2023. Nie rozegrał w nim zadnego meczu.